# Stilobezzia poikiloptera
Stilobezzia poikiloptera är en tvåvingeart som först beskrevs av Ingram och John William Scott Macfie 1922.  Stilobezzia poikiloptera ingår i släktet Stilobezzia och familjen svidknott. Inga underarter finns listade i Catalogue of Life.